# Elymus scabridulus
Elymus scabridulus är en gräsart som först beskrevs av Jisaburo Ohwi, och fick sitt nu gällande namn av Nikolai Nikolaievich Tzvelev. Elymus scabridulus ingår i släktet elmar, och familjen gräs. Inga underarter finns listade i Catalogue of Life.